# Gentingia subsessilis
Gentingia subsessilis är en måreväxtart som först beskrevs av George King och James Sykes Gamble, och fick sitt nu gällande namn av Jan Thomas Johansson och Khoon Meng Wong. Gentingia subsessilis ingår i släktet Gentingia och familjen måreväxter. Inga underarter finns listade i Catalogue of Life.